# Gute Nacht
Gute Nacht, med inledningsorden Warum bist du so ferne?, är en tysk sång komponerad för fyrstämmig manskör av Adolf Eduard Marschner till text av Oskar Ludwig Bernhard Wolff. 

## Serenad
Sången är vanlig på repertoaren bland svenska manskörer, och ofta sjungen som avslutningssång ("slummersång") vid serenader.

## Dryckesvisa
Sången används även som dryckesvisa till snaps nummer fyra eller fem, kvarten/kvinten, men som text används då texten till Halvan dock med ordet "halvan" utbytt och första raden är alltså följaktligen: "Hur länge skall på borden, den lilla kvarten/kvinten stå?" I somliga sammanhang sjungs sången under titeln "Finska halvan" och texten är då helt trogen originalet: "Hur länge skall på borden, den lilla halvan stå?"

## I litteraturen
Gute Nacht framstår i litteraturen som central i 1800‑talets manliga festkultur. Den sjungs i inledningskapitlet till Hjalmar Söderbergs Den allvarsamma leken, omnämns i Axel Wallengrens Lyckans lexikon, och hörde till repertoaren vid Skandinaviska konstnärskolonin i Grez‐sur‐Loing.